# Bidia Dandaron
Bidia Dandaron (Vidyadhara, russe : Бидия Дандарович Дандарон) (28 décembre 1914, Soorkhoi, Kijinga, Bouriatie — 26 octobre 1974, Vydrino, Bouriatie) est un auteur bouddhiste et enseignant en URSS.
Il a également travaillé au niveau académique en tibétologie, et a contribué au dictionnaire tibétain-russe (1959) en traduisant du tibétain en russe. 
Il est surtout connu comme professeur bouddhiste dont les étudiants en Russie, en Estonie, en Lettonie et en Lituanie ont continué un travail religieux et scientifique, et comme un auteur bouddhiste pionnier qui a écrit sur la philosophie européenne, l'histoire et la science dans un cadre bouddhiste. 
Parmi ses élèves, on trouve Alexander Piatigorsky et Linnart Mäll.

## Biographie
Né en Bouriatie, Bidia Dandaron étudie avec le pratiquant tantrique bouddhiste Dorji Badmaiev. Il a étudié les deux sujets profanes et bouddhistes à un âge précoce. Puis, il a été reconnu comme le tulkou de Gyayag Rinpoché (Wilie : rgya yag rin po che), un maître bouddhiste de la tradition gelug du monastère de Kumbum, qui a visité la Bouriatie plusieurs fois et est mort peu de temps avant que Bidia soit né. La lignée de Gyayag Rinpoché remonte à Vimalakirti.
Cependant, les lamas bouriates à l'époque de Samdan Tsydenov n'ont pas présenté le garçon à la recherche de parti tibétaine qu'ils avaient reconnu en Dandaron comme tulku, sous prétexte des lamas de Bouriatie n'étant capable d'éduquer, et ayant besoin de leur propre chef religieux.
Les Tibétains sont ensuite retournés à Kumbum et choisissent un garçon de la région (rgyal-mtshan de bstan-pa'i Blo-bzang, 1916-1990), qui, comme Gyayag Rinpoché sera plus tard, un professeur de sutra du 10e panchen-lama, et le chef du groupe de recherche du 11e Panchen Lama, qui déboucha sur la controverse du 11e panchen-lama, avec le choix de Gedhun Choekyi Nyima par le 14e dalaï-lama et de Gyaincain Norbu par la Chine.
En 1921, le chef religieux et laïque Lubsan-Sandan Tsydenov de Bouriatie proclame Dandaron héritier de son trône de Dharmaraja.
En 1934-1937 Dandaron étudie la construction d'avion à l'institut de Leningrad, et à la Faculté de l'université d'état de Leningrad en tant qu'auditeur, ainsi que la langue tibétaine avec Andrey Vostrikov.
Comme la religion est réprimée par les Soviétiques, Dandaron a été porté devant les tribunaux à trois reprises et a passé une grande partie de sa vie dans les camps de prisonniers. 
Tout d'abord, il a été arrêté en 1937 et libéré en 1943, puis arrêté de nouveau en 1948, mais libéré avec réhabilitation politique en 1956. Il a écrit et enseigné activement sur le bouddhisme alors qu'il était emprisonné, ainsi que ces disciples également arrêtés est mis dans les camps. 
Dans ces camps, un certain nombre de philosophes russes et d'autres chercheurs, ainsi que des lamas bouriates, échangent leurs opinions afin d'acquérir des connaissances de la philosophie et de l'histoire européenne, il se réfère largement dans les écrits de Dandaron. 
Principalement, Vassily Seseman, un professeur de philosophie de la Lituanie qui a été emprisonné de 1950 à 1956, il devient son ami et précepteur dans la philosophie européenne, en commençant l'appréciation Dandaron de la pensée kantienne[pas clair].
Après 1956 ses amis de l'Institut d'études orientales de Leningrad ont tenté de lui donner un emploi dans la bibliothèque de l'institut, mais ils n'y ont pas autorisés. 
En 1957, Dandaron a commencé à travailler pour l'Institut des sciences sociales de Bouriatie à Oulan-Oude. 
Il a beaucoup écrit sur les études tibétaines et traduit la littérature religieuse et historique du Tibet en russe, la publication de plus de 30 articles et d'autres œuvres. Ses œuvres religieuses étaient diffusés en samizdat pour les dissidents.
En 1960 - début des années 1970, la communauté de ses disciples augmente à plusieurs dizaines de personnes, la plupart du temps de Leningrad, Moscou, Tartu et Vilnius. Sa principale communauté était à Leningrad. En 1972, il a été arrêté et jugé pour organisation d'une secte bouddhiste. Certains de ses étudiants ont été arrêtés aussi, mais jamais inquiétés, ils ont été libérés, certains ont été placés dans une clinique psychiatrique. Dandaron est condamné à 5 ans de camp de travail où il va continué à écrire, enseigner et pratiquer le bouddhisme.
Ayant été mis en garde par ses voisins, dans le camp de Vydrino, il connaît à plusieurs reprises la pratique du samadhi, en arrêtant son rythme cardiaque et la respiration à volonté pendant des jours de méditation et de concentration. 
Le 26 octobre 1974, il meurt en samadhi.